# Gauloises

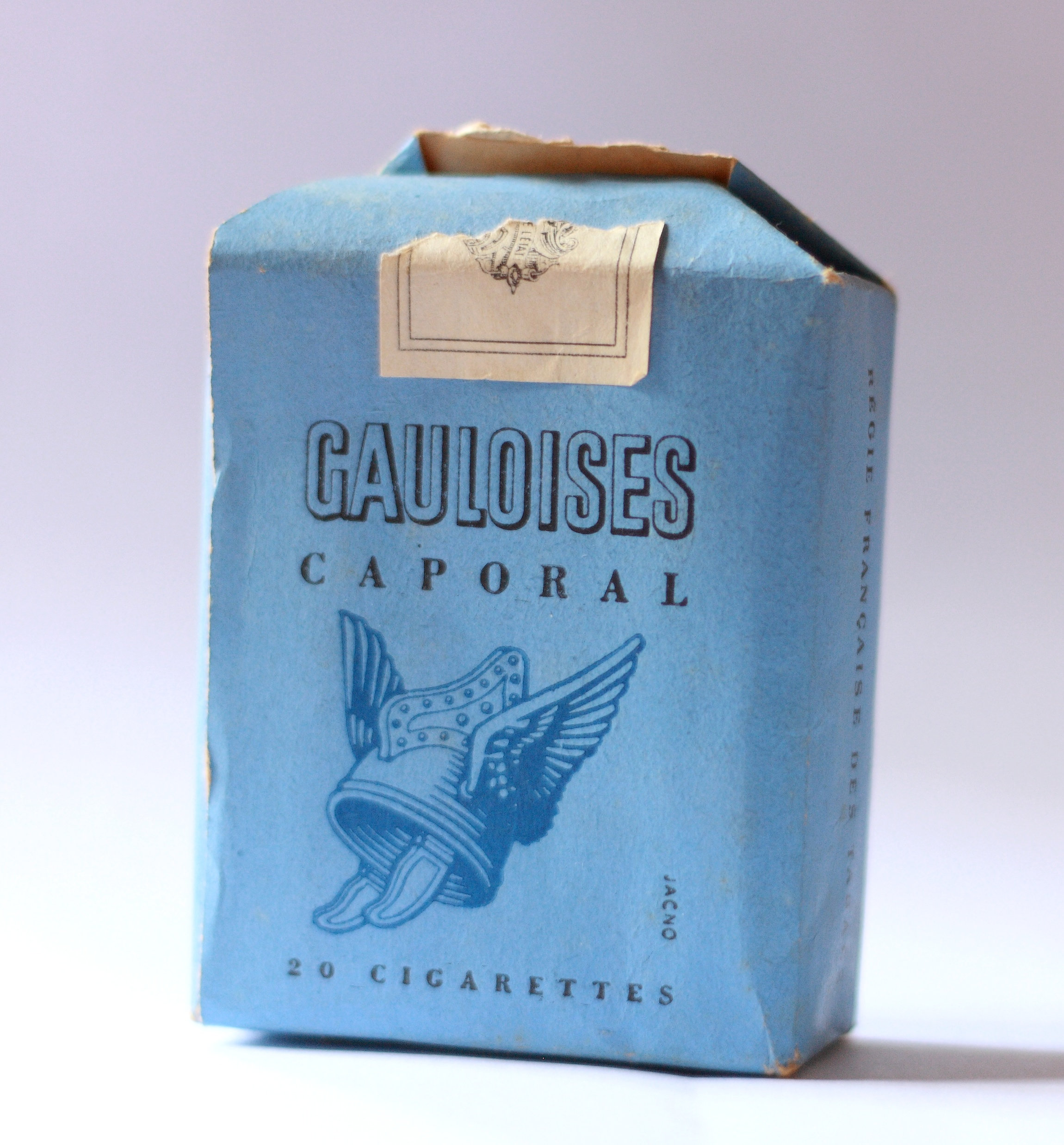
Gauloises, opakowanie z lat 60.

Gauloises – marka francuskich papierosów. Produkowana przez francusko-hiszpański koncern Altadis.

## Historia
Gauloises wprowadzono na rynek w 1910 roku wraz z inną kultową francuską marką – Gitanes. Tradycyjne Gauloises były krótsze, szersze, nie posiadały filtra i wytwarzano je z ciemnych tytoni z Syrii i Turcji, które nadawały im charakterystyczny, ostry smak. Ze względu na ciemny tytoń, zarówno Gauloises, jak i Gitanes nazywano we Francji „Brunes”. W 1984 roku pojawiły się także „Blondes”, czyli Gauloises na bazie jasnych, łagodniejszych tytoni. To właśnie Gauloises Blondes (dostępne w Polsce od 1996 roku) podbiły tytoniowe rynki całego świata.
Nazwa Gauloises wywodzi się od francuskiego Gaulois, które oznacza Gal, galijski. W okupowanej Francji podczas II wojny światowej palenie Gauloises uznawano za akt patriotyzmu i poparcia dla przeciwników reżimu Vichy.
Marka zyskała także wielu miłośników wśród wybitnych przedstawicieli bohemy artystycznej oraz w kręgach intelektualistów i myślicieli. Palił ją m.in. Pablo Picasso, Jean-Paul Sartre, George Orwell.
Papierosy Gauloises zaznaczyły swoje miejsce w kinie. Na wielkim ekranie paliły je Winona Ryder i Angelina Jolie (w filmie „Przerwana lekcja muzyki”, 1999). Pojawiły się także w filmie Romana Polańskiego Lokator i w filmie Les Gauloises bleues oraz w filmie "Amelia", 2001. Identyczny tytuł „Les Gauloises Bleues” nosi piosenka Yvesa Simona.
Marka Gauloises została także utrwalona przez Ericha Marię Remarque’a w powieści Nim nadejdzie lato. Czołowy bohater książki, Clerfayt, opowiada, jak palono Gauloises w obozach jenieckich podczas II wojny światowej. Gauloises były dla więźniów alegorią wolności, a dla pięknej Lillian Dunkerque – przyjaciółki Clerfayta, stały się symbolem tzw. „życia na dole”, czyli życia wolnego.
Gauloises’y pojawiają się systematycznie w twórczości ukraińskich twórców z grupy Bu-Ba-Bu. W ich dziełach marka papierosów jest symbolem cywilizacji zachodniej oraz stylu życia bohemy.
Twórcy tradycyjnego opakowania Gauloises podkreślili francuskość marki wybierając specyficzny dla Francuzów odcień błękitu (podobnego odcienia używał w swoich pracach francuski malarz Yves Klein). Na paczce pojawiła się także postać Vercingetorix (Wercyngetoryks) – wodza galijskiego plemienia, przywódcy powstania Galów przeciwko Rzymianom.

## Motto
„Liberté toujours” – „Zawsze wolność”.
Słowa te towarzyszą marce od początków jej istnienia.

## Rajd Gauloises
To rajd, który zapoczątkował światową modę na rajdy ekstremalne. Jego pomysłodawcą i twórcą, był Gerald Fusil, który zorganizował pierwszy rajd w Nowej Zelandii w 1989 roku. Przez kilkanaście lat (do 2003 roku), głównym sponsorem i patronem wydarzenia był producent marki Gauloises.
Rajd Gauloises był wielodniowym wyścigiem odbywającym się w naturalnych, odległych od cywilizacji, terenach. W jego trakcie pięcioosobowe drużyny pokonywały setki mil w morderczym tempie i spartańskich warunkach. Na drodze napotykali wiele trudności i przeszkód. Członkowie drużyn mogli polegać jedynie na swoich umiejętnościach, sile mięśni oraz pomocy kolegów i koleżanek z drużyny.
W 2004 roku, wraz z odejściem sponsora, zmieniono nazwę na The Raid World Championship.

## Udział w wydarzeniach sportowych
Gauloises przez lata wspierał sporty motorowe takie jak: Rajd Dakar, Moto GP i Rajdy WRC. Zawodnicy reprezentujący tę markę należeli do światowej czołówki.
Rajd Dakar
Team Gauloises ma miał swoje reprezentacje w kategorii samochodów, motocykli oraz ciężarówek.
Do najsłynniejszych gwiazd jeżdżących w kolorach Gauloises w rajdzie Dakar, należał tragicznie zmarły w 2004 roku Richard Sainct, który trzykrotnie triumfował na podium w kategorii motocykli (1999, 2000, 2003). Następcą Saincta w teamie jest młody zawodnik Cyril Depres, który czterokrotnie stawał na podium: pierwsze miejsce w 2005 roku, drugie w 2003 i 2006 r., trzecie w 2004 r.
Moto Grand Prix
W ten sport Gauloises angażował się do końca 2005 roku. Największą gwiazdą teamu Gauloises Yamaha Team był Valentino Rossi – mistrz świata w sezonie 2004/2005.
Rajdy WRC (World Rally Championship)
W 2006 marka Gauloises wspierała zawodników Grupy Kronos-Citroen jeżdżącymi w rajdach WRC. W błękitnych barwach Gauloises występował Sebastien Loeb – mistrz świata WRC w latach 2004, 2005 i 2006. Wcześniej Gauloises sponsorował innych zawodników rajdów WRC w latach 2001–2003.